# Margarita Aliger
Margarita Iosifovna Aliger 7 de outubro de 1915 – 1º de agosto de 1992) foi uma poeta, tradutora e jornalista soviética e russa .

## Biografia
Ela nasceu em Odessa em uma família de trabalhadores de escritório judeus; o verdadeiro nome de família era Zeliger ( em russo:  Зейлигер). Quando adolescente, ela trabalhou em uma fábrica de produtos químicos. De 1934 a 1937 ela estudou no Instituto de Literatura Maxim Gorky .
Os principais temas de sua poesia inicial eram o heroísmo do povo soviético durante a industrialização ( Ano de nascimento, 1938; Ferrovia, 1939; Pedras e grama, 1940) e durante a Segunda Guerra Mundial ( Letras, 1943). Seu poema mais famoso é "Zoya" (1942), sobre Zoya Kosmodemyanskaya, uma jovem morta pelos nazistas . Este trabalho foi um poema muito popular durante a era soviética. De 1940 a 1950, a poesia de Aliger foi caracterizada por uma mistura de versos semi-oficiais otimistas ("Leninskie Mountains", 1953) e poemas nos quais Aliger tentou analisar a situação em seu país de forma realista ("Your Victory ", 1944 - 1945). Em 1956, em uma reunião de Khrushchev com a intelligentsia, ele advertiu os escritores por interferirem no sistema político. Observa-se que Aliger foi o único escritor a se manifestar contra ele no evento. Foi depois de sua aposentadoria que ele se desculpou com ela por seu comportamento. Aliger escreveu numerosos ensaios e artigos sobre a literatura russa e suas impressões sobre viagens ("Sobre poesia e poetas", 1980; "O retorno do Chile", 1966).
Seu primeiro marido foi o compositor Konstantin Makarov-Rakitin, que foi morto no front perto de Yartsevo em 1941 após a morte de seu filho pequeno (sua filha Tatyana [1940-1974] tornou-se poetisa e tradutora), uma dupla tragédia que a deixou devastado. No ano seguinte ela teve um caso com o autor Alexander Fadeyev ; dessa união nasceu a filha Maria (Masha Enzenberger), que se casou com Hans Magnus Enzensberger e viveu no exterior por vinte anos, suicidando-se logo após um breve retorno à Rússia em 1991. O segundo e último marido de Aliger foi o oficial do Comitê Central Igor Chernoutsan (1918-1990). Ela sobreviveu a todos os seus maridos e filhos, morrendo pouco depois de sua filha Maria Enzensberger. Margarita Aliger está enterrada em Peredelkino ao lado de suas filhas.

## Trabalhos selecionados
- God rozhdeniia (Ano de Nascimento) (1938)
- Zóia (1942)
- Sua vitória (1945)
- Dois (1956)
- Leninskie gory (As Colinas de Lenin)
- Sinii chas (A Hora Azul) (1970)

\\\ref
1. ↑  Vyacheslav Ogryzko, "Несчетный счет минувших дней Arquivado em 2011-08-07 no Wayback Machine," Literaturnaya Rossiya, May 15, 2009.
2. 1 2  Brown, Archie (1991). The Soviet Union: A Biographical Dictionary. NY: Macmillan. ISBN 0-02-897071-3
3. ↑  selected; introduction, with an; Todd, by Yevgeny Yevtushenko ; edited by Albert C.; Weissbort, Max Hayward, with Daniel (1993). Twentieth century Russian poetry : silver and steel : an anthology 1st ed. New York: Doubleday. ISBN 0385051298